# 三谷隆正
三谷 隆正（みたに たかまさ、1889年2月6日 - 1944年2月17日）は、日本の法学者。

## 来歴
京都府与謝郡弓木村（現・与謝郡与謝野町）出身で、横浜で生糸商をしていた三谷宗兵衛の長男として生まれる。 明治学院在学中、異母姉三谷民子（のち女子学院院長）の影響でクリスチャンとなった。父の事業破産によって、第一高等学校在学中から住み込みの家庭教師として自活。
東京帝国大学在学中より、内村鑑三に師事。1915年に大学を卒業すると、法制とドイツ語の教授として第六高等学校に赴任。1924年に病で長女と妻を相次いで失う。1926年に六高を辞して上京、千駄ヶ谷教会に長老として参加。1927年から第一高等学校教授となり、法制とドイツ語を担当。数度にわたる帝国大学教授就任への誘いを断り続け、1942年に講師を辞するまで一高に勤務。温厚な人柄で知られ、一高の良心と謳われた。墓所は多磨霊園。

## 家族・親族
長谷川伸は異父兄。三谷隆信は実弟、その子で甥に三谷信がいる。妹･田鶴子の夫は川西實三（日本赤十字社社長）。

## 著書
- 『信仰の論理』 岩波書店、1926　のち新教出版社
- 『国家哲学』 日本評論社、1929　のち現代教養文庫
- 『問題の所在』 一粒社、1929
- 『法律哲学原理』 岩波書店、1935
- 『アウグスチヌス』 三省堂、1937　のち現代教養文庫
- 『幸福論』近藤書店、1944　のち新教出版社。岩波書店、1981／岩波文庫、1992
- 『知識・信仰・道徳』近藤書店、1948　のち新教出版社
- 『世界観・人生観』近藤書店、1948
- 『法と国家』 近藤書店、1949
- 『三谷隆正全集』岩波書店 全5巻、1965-66
  - 「1　信仰の論理、問題の所在、アウグスティヌス」
  - 「2　知識・信仰・道徳、幸福論」
  - 「3　国家哲学、法律哲学原理、法と国家」
  - 「4　世界観・人生観、神の国と地の国」
  - 「5　信仰と生活、書簡、英文、年譜」

## 回想・伝記
- 『三谷隆正　人・思想・信仰』 岩波書店、1967。南原繁・高木八尺・鈴木俊郎編
- 『三谷隆正の生と死』 同刊行委員会編、新地書房、1990  
「三谷隆正誄辞集」、「三谷隆正書簡」、「生誕100年記念懇談会」の構成
- 村松晋 『三谷隆正の研究』 刀水書房、2001
- 鶴田一郎 『人間性心理学の視点から　三谷隆正『幸福論』を読む』 大学教育出版、2014